# Eckersdorf

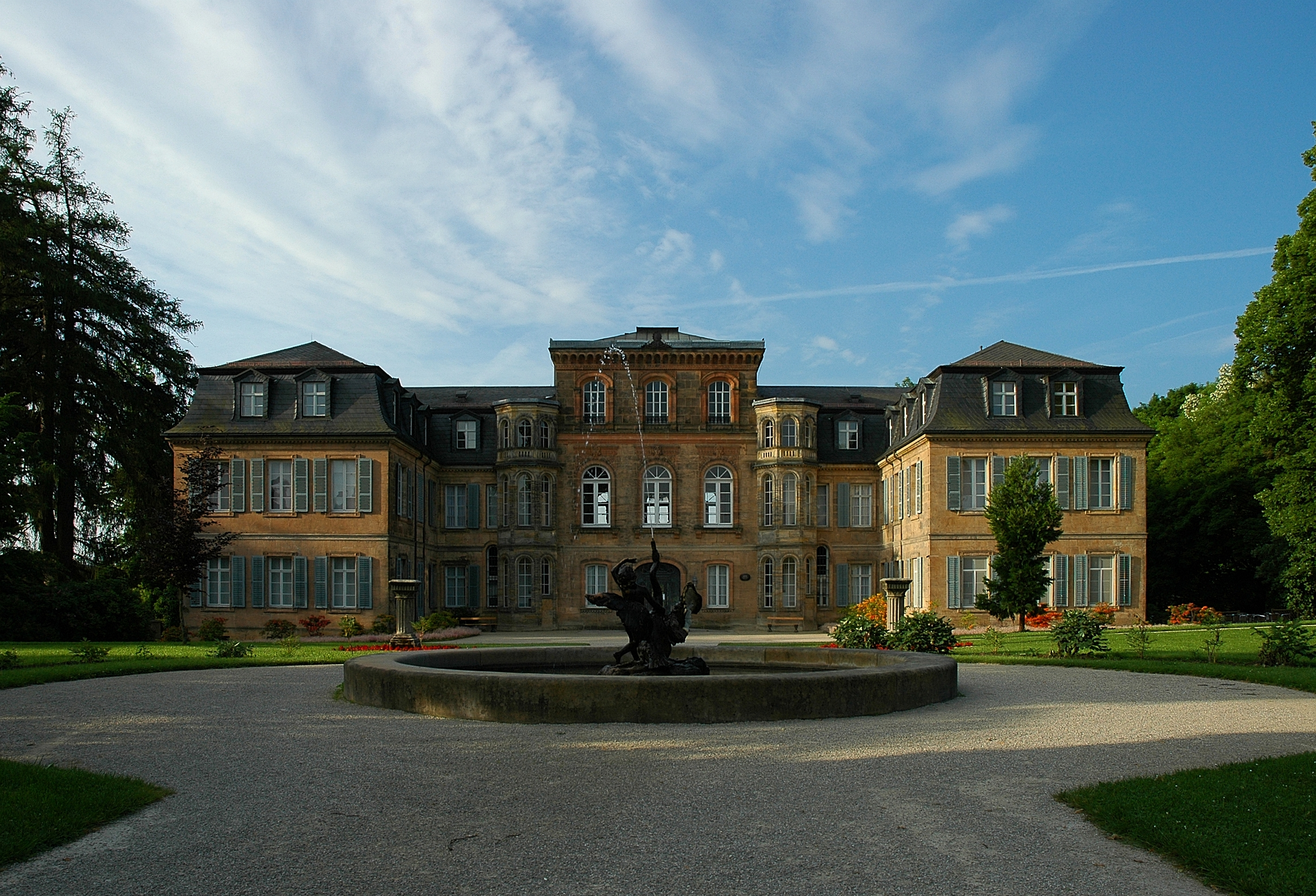
Schloss Fantaisie

Eckersdorf là một đô thị ở huyện Bayreuth bang Bayern nước Đức. Đô thị Eckersdorf có diện tích 36,19 km², dân số thời điểm ngày 31 tháng 12 năm 2006 là 5114 người.